# پردیس سینمایی کوثر
پردیس سینمایی کوثر یک پردیس سینمایی در شهر تهران، ایران است.
این پردیس که در منطقه ۹ تهران واقع شده در دی ۱۴۰۲ تأسیس شده و دارای ۳ سالن نمایش است.